# Волков, Егор Егорович
Егор Егорович Волков (1809—1885) — русский писатель, цензор.

## Биография
Родился в 1809 году в дворянской семье. Воспитывался в Благородном пансионе при Санкт-Петербургском университете, окончив который в 1832 году, поступил на службу в Департамент государственного казначейства.
В 1833—1836 годах состоял в Азиатском департаменте, затем был определён в статистическое отделение Совета министерства внутренних дел. В 1851 году был назначен чиновником особых поручений при министре народного просвещения. В этом же году начал службу в Главном управлении цензуры, где с 25 января 1853 года был чиновником особых поручений; с 1 февраля 1860 года по 28 февраля 1864 года — цензор Петербургского цензурного комитета.
Его сочинения: «Не по хорошему мил, а по милу хорош», комедия в 1-м действии (СПб., 1861); «Рассказы для детей» (СПб., 1865); «Опыт программы уроков рисования» (СПб., 1868); «Уроки рисования для молодых детей» (СПб., 1872); «Образовательный курс наглядной геометрии» (СПб., 1873).
Умер 4 (16) декабря 1885 года. Похоронен на Смоленском лютеранском кладбище с Ольгой Андреевной Волковой (урожд. фон Флейшер; ум. 31.05.1846).